# Okey Radio
Okey Radio fue una emisora de radio peruana que transmitía en la frecuencia 91.9 MHz de la banda FM de Lima entre los años 1998 y 2013. Fue propiedad de la empresa RadioCorp.

## Historia

### Antecedentes
Anteriormente en la frecuencia de los 91.9 FM, estaba la recordada RBC La Estación, radio creada en la década de los años setentas que era de género de noticias con programas como Habla el pueblo y también de musicales de baladas en español tanto en los 680 AM como en los 91.9 FM, que era propiedad de Ricardo Belmont Cassinelli, después cuando salió del aire, tenía programación de música continuada sin locutor ni cuña en dos meses.

### Lanzamiento
En 1997, Ricardo Belmont Vallarino se hace cargo de la frecuencia 91.9 FM decidiendo crear una radio de corte juvenil que empezó a emitir de manera oficial desde el mes de febrero de 1998 con música variada como techno, rock & pop en inglés y español de los 60s, 70s, 80s y 90s, latín pop, pop rock, hip hop, trance, merengue, salsa, axé, disco, electrónica, y house.
Si bien hasta inicios del 2000, la radio formó parte del fenómeno de la cumbia y technocumbia juvenil, posteriormente excluyó estos géneros de su programación, siendo conocida por emplear el eslogan "No cumbia". Con el afianzamiento del género del reguetón a mediados del año 2004, la radio lo agregó a la programación. También tuvo un canal de televisión abierta y cable, OK TV, canal 11 de Lima, que fue reemplazo de RBC Televisión entre 2003 y 2006. OK TV fue descontinuado pero la radio continuaba en el aire en la frecuencia de los 91.9 FM, únicamente en Lima, aunque vía internet se podía escuchar a nivel mundial, con el mismo tipo de música.
A mediados de 2007, la radio vuelve a incluir la cumbia en su programación, siendo la primera emisora que transmitió el tema "El embrujo" de la Orquesta Kaliente en la FM (meses después, este tema alcanzaría éxito nacional).

### Cierre
Por la baja audiencia, debido a la fuerte competencia de otras emisoras similares como Radio Moda, Radio La Zona, Radio La Kalle y Radio Onda Cero, la radio cambió radicalmente de programación en junio de 2013 para transmitir únicamente canciones de salsa.
Un mes después, el 19 de julio de 2013, la radio cesó sus transmisiones siendo reemplazada por Radio X, emisora cuya programación consistía de rock alternativo, rock, reggae y electro.
Radio X sale del aire y es reemplazada por Viva FM el 20 de septiembre del 2015. Sin embargo, esta última emisora cesó sus emisiones por la FM el 5 de enero de 2016.

## Eslóganes
- La radio de la nueva juventud (1998-2001)
- La nueva juventud (2001-2003)
- ¡Siempre en avanzada! (2003-2008)
- ¡Te pone! (2008-2012)
- La primera radio juvenil de Lima (2012-2013)
- ¡Combinamos toda tu música! (febrero-junio; 2013)
- ¡Salsa! (junio-julio; 2013)